# Vuurtoren van Blankenberge
De huidige Vuurtoren van Blankenberge, bijnaam Comte Jean Jetty, werd tussen 1950 en 1954 gebouwd in de Belgische havenstad. In het gebouw onder de toren was tot 2009 een maritiem museum gevestigd.
Er is al een vermelding van een vuurtoren in Blankenberge uit 1337. De vorige vuurtoren werd gebouwd tussen 1870 en 1872 en gedynamiteerd door de Duitse bezetter in 1944. Daarvoor stond er van 1817 tot 1873 op het nu afgebroken fort Napoleon een vuurtoren.

## Afbeeldingen

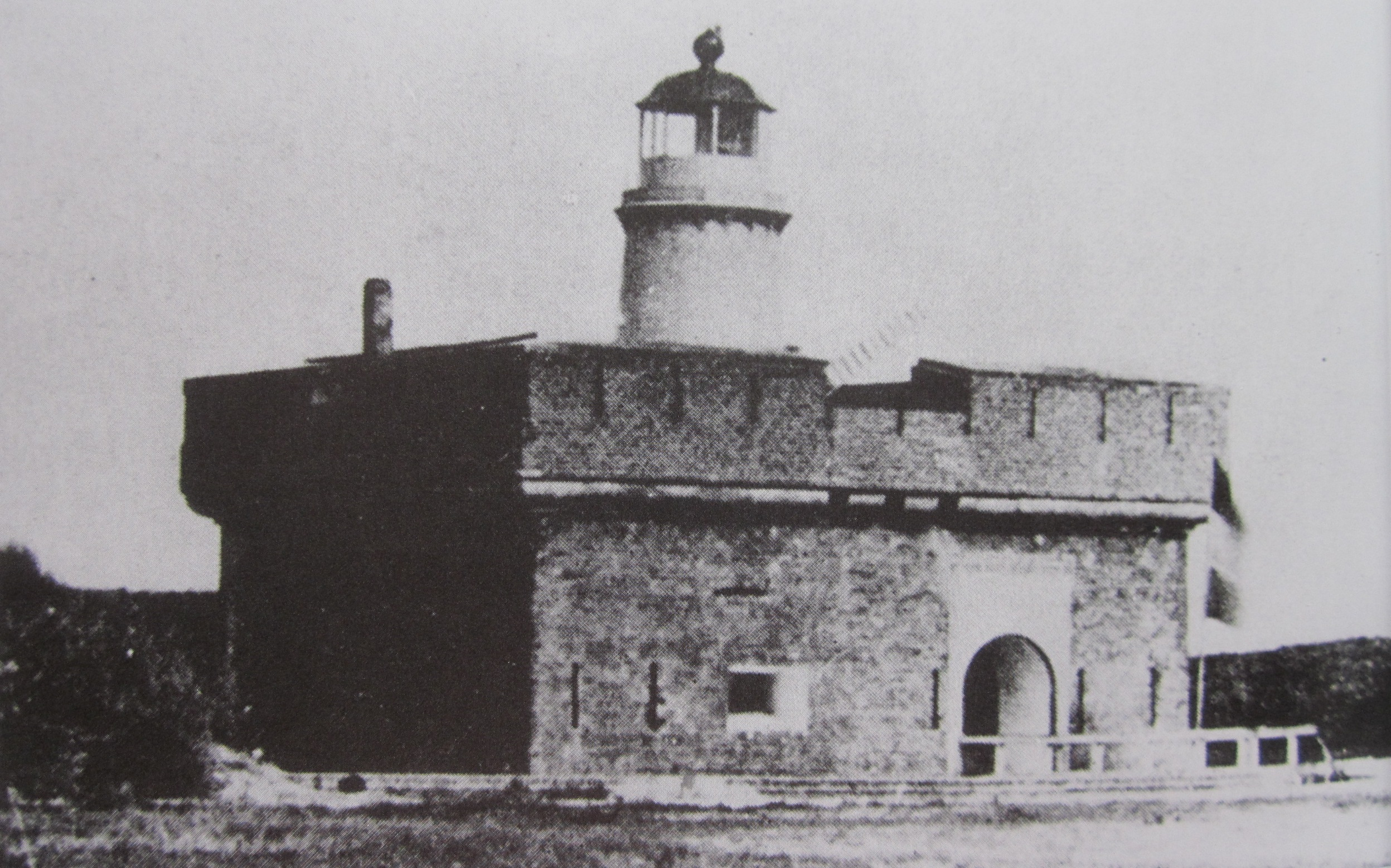
De vuurtoren op het Fort Napoleon (1817-1873).
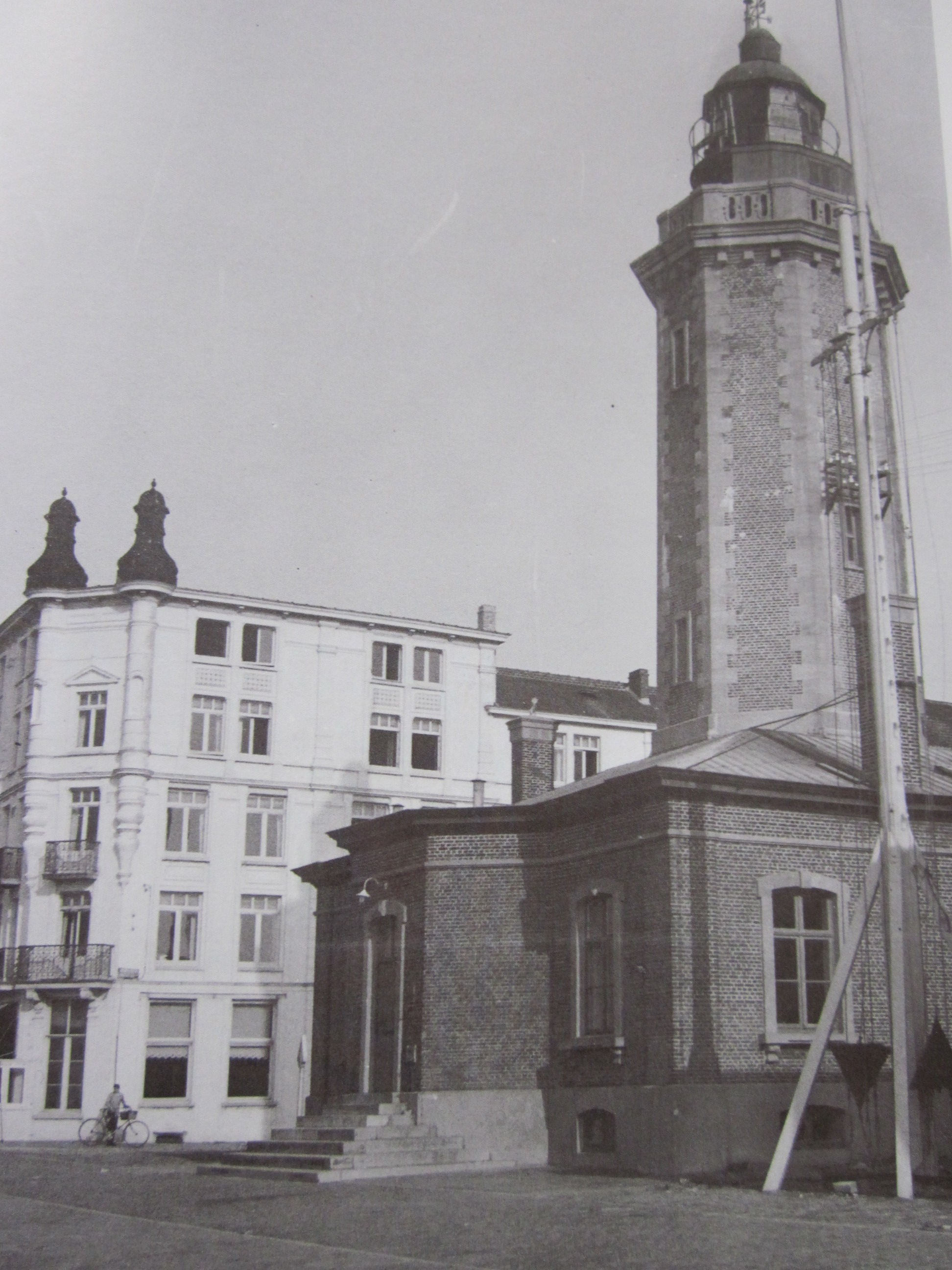
De vorige vuurtoren (1872-1944).
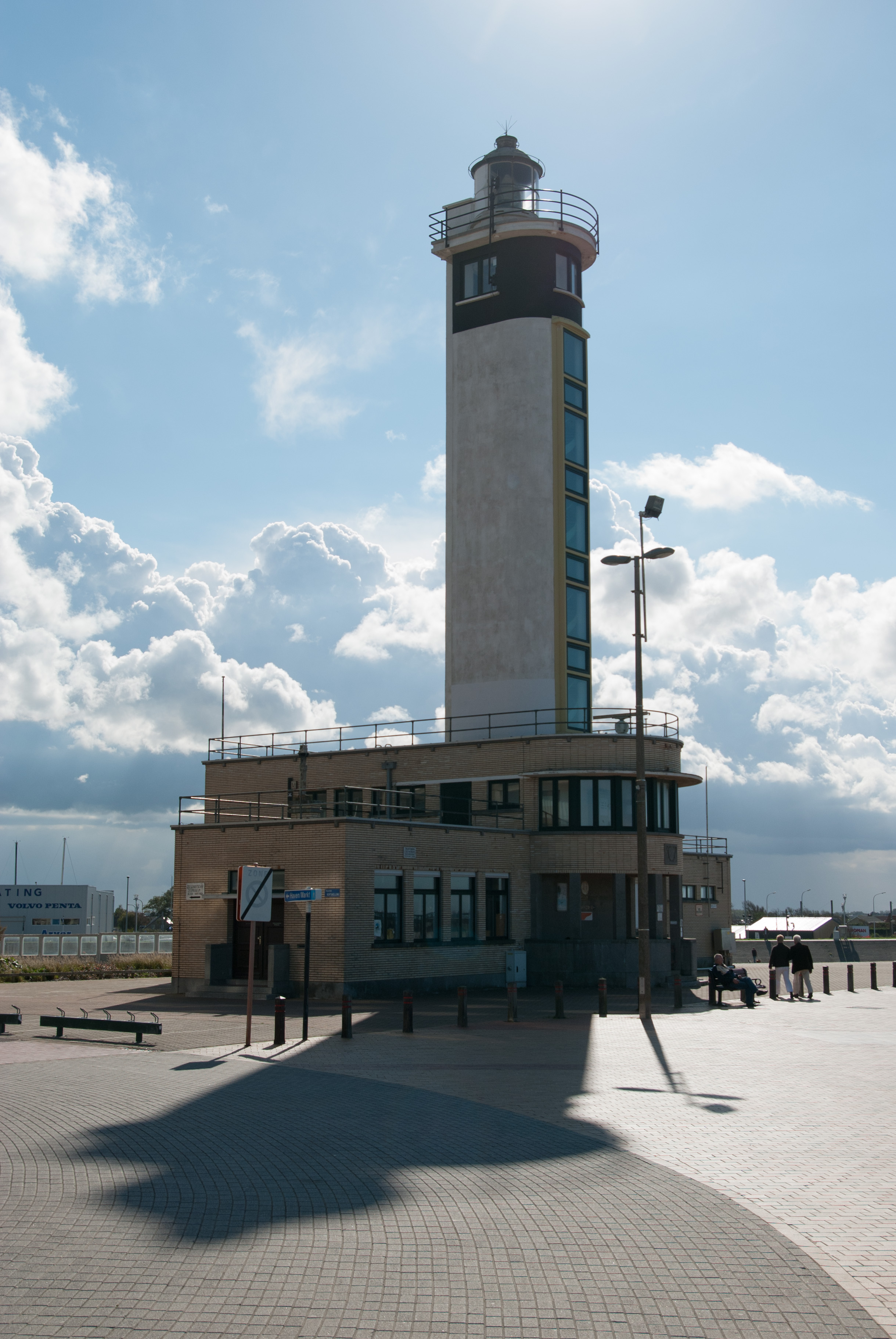
De huidige vuurtoren (1954-heden).

## Varia
- De vuurtoren is in Vlaanderen erg bekend vanwege het VTM-programma Tien Om Te Zien dat jarenlang aan de vuurtoren plaatsvond.